# Philippe Entremont

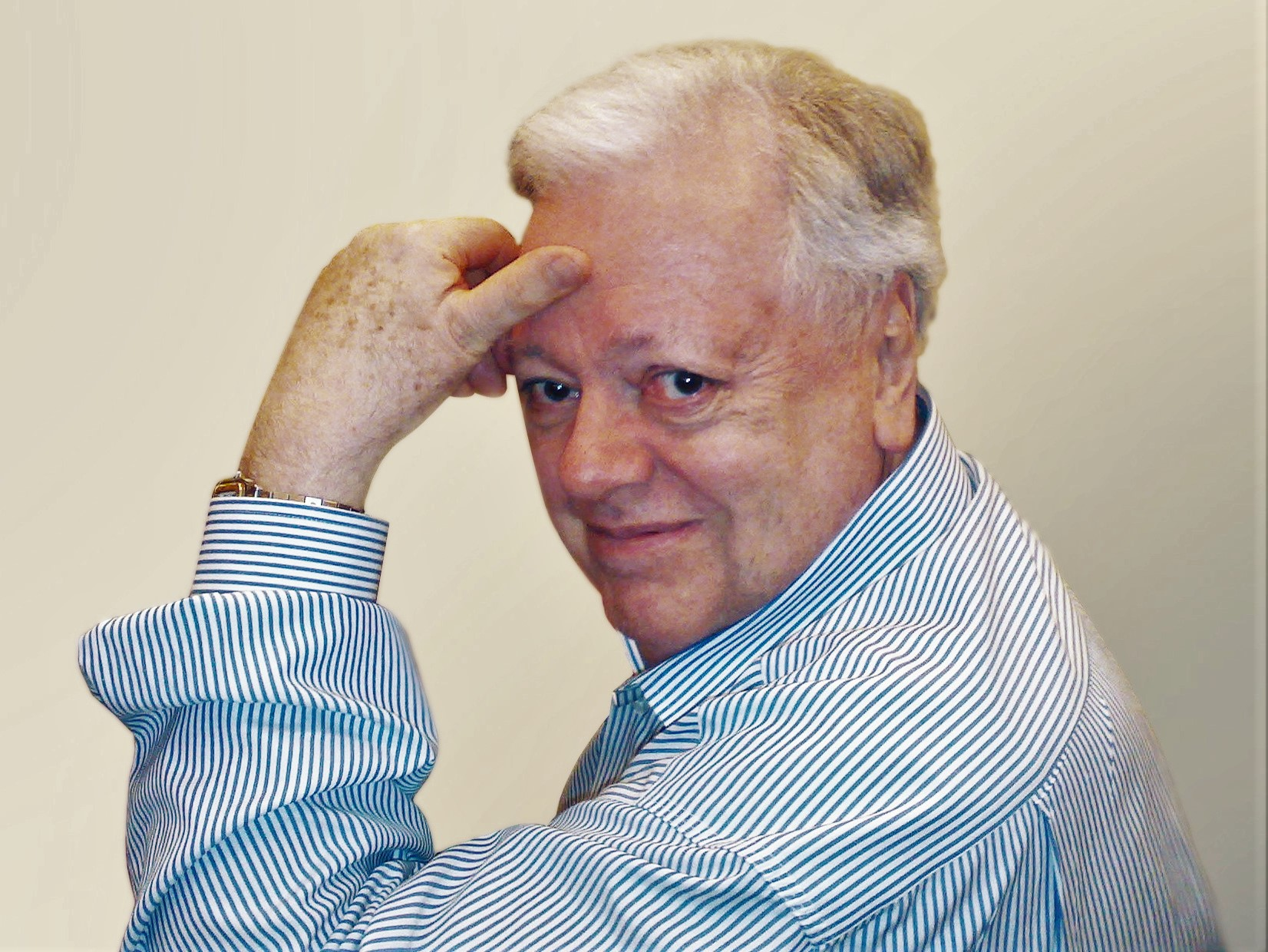
Philippe Entremont

Philippe Entremont of Philippe Henri Jean Émile Léon Entremont (Reims, 7 juni 1934) is een Frans pianist en dirigent.

## Levensloop
De vader van Philippe was Jean Entremont, violist en dirigent (Opera van Straatsburg, Orkest van Monte Carlo, Orkest van Bordeaux, enz). Zijn moeder was pianiste.
Na eerste leerjaren bij Marguerite Long, studeerde hij in het Conservatoire de Paris in de klas van Jean Doyen. In 1948 verwierf hij een eerste prijs voor kamermuziek en in 1949 voor piano. In 1950 was hij laureaat in het internationaal pianoconcours Marguerite-Long-Jacques-Thibaud. In 1951 trad hij in Barcelona op, voor het eerst als beroepspianist. In 1952 was hij laureaat (tiende prijs) in de Koningin Elisabethwedstrijd (Brussel). In 1953 behaalde hij de tweede prijs in het concours Marguerite-Long-Jacques-Thibaud.
De internationale carrière van Entremont werd ingezet door de bekendheid die de Koningin Elisabethwedstrijd hem verleende. In Carnegie Hall vertolkte hij het concerto voor piano n° 1 van Franz Liszt. 
Hij trad op in concerten of nam platen op onder de leiding van dirigenten zoals Igor Stravinski, Darius Milhaud, Leonard Bernstein, Seiji Ozawa, Pierre Boulez, Eugene Ormandy en Leopold Stokowski. 
Zijn eerste platenopname was die van het volledige oeuvre voor piano van Camille Saint-Saëns. Er volgden talrijke andere.
Het drukke concertagenda van Entremont maakt dat hij meer dan 6000 concerten heeft gegeven, overal ter wereld, als pianist en als dirigent.
Bij de Olympische Spelen van 2008 in Peking vertegenwoordigde hij Frankrijk tijdens het grote galaconcert "Olympic Games Piano Extravaganza".
Hij werd ook dirigent en heeft talrijke orkesten gedirigeerd, waaronder: 
- In de Verenigde Staten: de symfonische orkesten van Philadelphia, San Francisco, Detroit, Minnesota, Seattle, Saint-Louis, Houston, Dallas, Pittsburgh, Atlanta.
- In Canada: het Symfonisch Orkest van Montreal.
- In Europa: de Academy of St Martin-in-the-Fields (Londen), het Nationaal Orkest van Spanje, De Nationale Academie Santa-Sicilia (Rome), het Orchestre national de France (Parijs), het Nationaal Filharmonisch Orkest van Stockholm, het Filharmonisch Orkest van Oslo, het Filharmonisch orkest van Warschau, het Symfonisch Orkest van Wenen, het Filharmonisch Orkest van Bergen (Noorwegen).
- In Azië: het Symfonisch Orkest NHK (Tokyo), het Symfonisch Orkest van Seoul.

Hij was:
- muzikaal directeur van het New Orleans Philharmonic Orchestra (1981-1986);
- muzikaal directeur van het Symfonisch orkest van Denver;
- permanente chef van het Nederlands Kamerorkest;
- muzikaal directeur en permanente chef van het Kamerorkest van Wenen;
- muzikaal directeur van het Kamerorkest van Israël;
- eerste dirigent van het Symfonisch Orkest van München (vanaf 2006);
- directeur van het Amerikaans Conservatorium in Fontainebleau (1992-2012), ooit geleid door Nadia Boulanger.

In 1997 stichtte hij het Festival van Santo Domingo.
In 2013-2014 ondernam hij internationale tournees met het Wiener Konzertverein Orchester.

## Eretekens
- Commandeur in het Legioen van Eer
- Commandeur van de Ordre national du Mérite
- Commandeur des Arts et Lettres
- Erekruis van Kunsten en Wetenschappen (Oostenrijk)
- Grootkruis van de Orde van Verdienste (Oostenrijk)